# Allobates ornatus
Allobates ornatus (Morales, 2002) è un anfibio anuro appartenente alla famiglia degli Aromobatidi.

## Distribuzione e habitat
È una specie endemica del Perù. È nota solo in due siti, entrambi entro 4 km da Tarapoto, Regione di San Martín, Perù, tra 350 e 680 m slm.